# Ihr Sohn
Ihr Sohn ist ein deutsches Stummfilmdrama aus dem Jahr 1917 von Willy Zeyn senior mit Friedrich Zelnik und Ferdinand Bonn als zwei ungleiche Brüder. Das Drehbuch schrieb E. A. Dupont nach der im Sammelband Nächte veröffentlichten Novelle Franz Popjels Jugend von Carl Hauptmann.

## Handlung
Irgendwo in Schlesien, im ausgehenden 19. Jahrhundert. Die Witwe Popjel hat zwei Söhne wie sie unterschiedlicher nicht sein können: Eduard, der ältere der beiden, ist ein wahrer Virtuose auf der Geige und verschreibt sich mit Haut und Haaren den schönen, den musischen Künsten, Franz wiederum neigt dazu, in erster Linie in den Tag hineinzuleben und das Leben, mehr oder weniger ziellos, in vollen Zügen zu genießen. Zwar studiert er Medizin ist aber ein wahrer Bummelstudent. Beim Rigorosum ist er bereits unlängst durchgefallen. Trotz oder vielleicht auch wegen seiner Unbekümmertheit ist das Sorgenkind Franz der Liebling der gramgebeugten, alten Mutter, die für ihn selbst noch den letzten Spargroschen opfert. Der Lotterbube dankt es ihr schlecht, als er mal wieder knapp bei Kasse ist, entwendet Franz ihr sogar das familieneigene Petschaft, um es zu versetzen.
Als der Weihnachtsabend naht, sind bereits Eduard und seine Braut, eine junge Pianistin, zum Abendessen im engsten Familienkreis eingetroffen. Mutter Popjels Absicht war es, dem älteren Sohn das Petschaft, ein Familienerbstück des Vaters, als Weihnachtsgeschenk zu überreichen. Doch nun kann sie es nicht finden. Umso enttäuschter ist sie, als sie in einem Buch einen auf Franz ausgestellten Pfandhauszettel entdeckt, der belegt, dass Franz das Petschaft gegen Bares eingelöst haben muss. Und wieder verzeiht die alte Mutter ihrem Jüngsten. Franz aber sinkt immer tief in den Morast eigener Verantwortungslosigkeit und Skrupellosigkeit. Als er sein bislang schlimmstes Gaunerstück ausbrütet, erkrankt er plötzlich schwer. In seiner Studienkollegin Esther Maria findet er jedoch jemanden, der um ihn kümmert und ihn pflegt. Dank ihrer Hilfe und im Anblick der sterbenden Mutter durchlebt Franz eine tiefgehende Läuterung und will fortan ein aufrichtiger Studiosus und vor allem ein nützliches Glied der Gesellschaft werden.

## Produktionsnotizen
Ihr Sohn, auch oft unter dem Zweittitel Sturmflut geführt, entstand im Frühjahr 1917 und besaß vier Akte, verteilt auf 1591 Metern Länge. Der Film passierte die Zensur im Juni 1917, die Uraufführung erfolgte am 20. Juli 1917 in Berlins Marmorhaus.

## Kritiken
„E. A. Dupont hat die gemütvolle Familiengeschichte vom ‚Verlorenen Sohn‘, die hier in der Umwelt eines vornehmen, schlesischen Bürgerheims spielt, in eine spannende Bilderfolge aufgelöst, die von Willy Zeyn mit besonderem Geschmack ausgestattet wurde. Der filmtechnische Höhepunkt ist das Steckenbleiben eines Dampfers im Eise, auf dem der unerschrockene Friedrich Zelnik, der Träger der Hauptrolle, an einem ans Ufer geschleuderten Strick ans Land klettert. Ferdinand Bonn spielt mit bekannter Virtuosität die zweite Hauptrolle und natürlich auch die Geige, und Friede Richard setzt sich in ihrer milden Mütterlichkeit für die Rolle der alten Dame ein, die mit ihren beiden Söhnen in Glück und Leid verbunden bleibt.“

„Im Marmorhause sieht man in dieser Woche ein nach der Karl Hauptmannschen Novelle ‚Sturmflut‘ (Ihr Sohn) von E. A. Dupont mit allen Feinheiten ausgearbeitetes Schauspiel. Die starke und vornehme Wirkung, die von diesem Film ausgeht, resultiert nicht zuletzt aus der hervorragenden Darstellung, um die sich ganz besonders Friedrich Zelnik, Ferdinand Bonn und Friede Richard verdient gemacht haben, und der sehr geschickten Regie, die von Willy Zeyn stammt.“